# Matthew Opoku Prempeh
Pour les articles homonymes, voir Prempeh.
Matthew Opoku Prempeh, né le 23 mai 1968 dans la région Ashanti, est un médecin et homme politique ghanéen, membre du Nouveau Parti patriotique (NPP) et représentant la circonscription de Manhyia Sud dans la région d'Ashanti au Ghana en tant que député. Il a également occupé le poste de ministre de l'Éducation.
NAPO est un surnom populaire qui lui est attribué,,. Il est actuellement ministre de l'Énergie,,,.

## Biographie

### Première vie et éducation
Prempeh est né le 23 mai 1968 et est originaire de Pakyi No 2, situé dans la région d'Ashanti. Il a étudié la biologie humaine et la médecine à l'Université des sciences et technologies Kwame Nkrumah, puis a poursuivi des études de troisième cycle à l'Institut néerlandais des sciences de la santé et à la Kennedy School of Government de l'Université Harvard,.

### Carrière
Avant de devenir député, Prempeh a occupé le poste de PDG de Keyedmap Security Services Limited de 2004 à 2009. Il est également médecin et a été membre du Collège royal des médecins et chirurgiens du Royaume-Uni de 1999 à 2003.

### Parcours politique
En tant que parlementaire ghanéen, il représente Manhyia South à Kumasi, anciennement représentant Manhyia. Il a été élu pour la première fois au parlement en 2008 et est membre du Nouveau parti patriotique. En 2016, il est réélu avec 35 958 voix, soit 87,17 % des suffrages exprimés dans la circonscription. Il a été membre du comité de santé et du comité des nominations. Prempeh s'est présenté aux élections générales ghanéennes de 2020 en tant que candidat parlementaire pour la circonscription de Manhyia Sud, sous la bannière du Nouveau Parti patriotique et a remporté par une large marge.
Il est nommé par le président Nana Akufo-Addo le 10 janvier 2017 au poste de ministre de l'Éducation, poste qu'il occupe pendant 4 ans jusqu'au 6 janvier 2021, date à laquelle le mandat du président et de ses ministres a pris fin.
En mai 2017, le président Nana Akufo-Addo nomme Prempeh parmi les dix-neuf ministres qui formeront son cabinet. Les noms des 19 ministres ont été soumis au Parlement du Ghana et annoncés par l'ancien président de la Chambre, Mike Ocquaye. En tant que ministre du Cabinet, Prempeh faisait partie du cercle restreint du président et devait aider aux principales activités de prise de décision dans le pays.
En tant que ministre de l'Éducation, Prempeh a apporté une contribution significative au secteur de l'éducation du Ghana. Il s'est particulièrement investi dans l'amélioration des infrastructures éducatives et a promu l'enseignement professionnel et technique (EFTP). Il a également joué un rôle clé dans la mise en œuvre du programme phare du gouvernement, connu sous le nom de "FREE SHS" (Free Senior High School), qui vise à offrir une éducation secondaire gratuite aux étudiants du Ghana,.
Prempeh est membre du comité de la défense et de l'intérieur, ainsi que membre du comité des nominations.
Le 9 juillet 2024, Mahamudu Bawumia nomme Matthew Opoku Prempeh comme son colistier pour les élections générales de 2024.

## Vie privée
Il s'identifie comme chrétien et est un petit-fils de l'ancien président ghanéen, John Kufuor. Il est divorcé.
En mai 2022, un groupe appelé "Les amis de NAPO" a offert du matériel pédagogique aux écoles de la circonscription de Manhyia Sud pour célébrer le 54e anniversaire de NAPO.